# Wake Up
Wake Up kom 2009 och är ett studioalbum av Jessica Andersson, och hennes debutalbum som soloartist. Förutom det 2009 nya titelspåret består albumet av coverinspelningar av gamla hitlåtar, som var populära under 1960-talet (även om I've Told Ev'ry Little Star först kom ut 1932 och bonusspåret Here You Come Again 1977).

## Låtlista
| Nr  | Titel                                                          | Låtskrivare                                         |
| --- | -------------------------------------------------------------- | --------------------------------------------------- |
| 1.  | "Wake Up"                                                      | Stefan Andersson, Stefan Brunzell                   |
| 2.  | "I Will Follow Him"                                            | Paul Mauriot, Franck Pourcel, Norman Gimbel         |
| 3.  | "I'll Save the Last Dance for You"                             | Doc Pomus, Mort Shuman                              |
| 4.  | "Running Scared"                                               | Roy Orbison, Joe Melson                             |
| 5.  | "I Only Wanna Be With You"                                     | Ivor Raymonde, Michael Hakwer                       |
| 6.  | "Tell Him"                                                     | Tomas Berglund, Bert Russell                        |
| 7.  | "You Don't Have to Say You Love Me" (Io che non vivo senza te) | Giuseppe Donaggio, Vicki Wickham, Simon Napier-Bell |
| 8.  | "I've Told Ev'ry Little Star"                                  | Jerome Kern, Oscar Hammerstein                      |
| 9.  | "Long Live Love"                                               | Chris Andrews                                       |
| 10. | "The End of the World"                                         | Arthur Kent, Sylvia Dee                             |
| 11. | "Here You Come Again" (bonusspår)                              | Barry Mann, Cynthia Weil                            |

## Listplaceringar
| Lista (2009-2010) | Topplacering |
| ----------------- | ------------ |
| Sverige           | 10           |

## Medverkande
- Jessica Andersson - Sång
- Torbjörn Fall - Gitarr
- Stefan Brunzell - Bas, Gitarr, Piano, Orgel, Synt
- Thobias Gabrielson - Bas
- Staffan Broden - Trummor, Slagverk

Wojtek Goral - Saxofoner Patrik Skogh - Trumpet, flygelhorn
Tomas Bergquist - Kör Frida Pettersson - Kör
Henrik Sethsson - Kör Anna Bylund - Kör
Mattias Bylund - add. keyboards David Bukowinsky - cello
Martin Bylund - violin Irene Bylund  - viola
Sebastian Hankers - bas

### Fotnoter
1. ↑  Listplacering Arkiverad 5 mars 2016 hämtat från the Wayback Machine.